# EG-Volluchtremsysteem
Het EG-Volluchtremsysteem is een pneumatisch remsysteem dat bij treinen, zware vrachtauto's en autobussen wordt toegepast. De remkracht wordt verzorgd door een compressor die door de motor aangedreven wordt. Deze compressor houdt de luchttanks van de verschillende remkringen steeds op druk. Een EG-Volluchtremsysteem is opgebouwd volgens EG-normen en bestaat uit vier kringen te weten:
1. Bedrijfsrem kring 1
2. Bedrijfsrem kring 2
3. Bedrijfskring volgwagen (indien aanwezig)
4. Hulprem/parkeerrem

Net als bij een personenauto, dient ook een vrachtauto twee gescheiden systemen te bezitten, die onafhankelijk van elkaar werken. Doel hiervan is dat als een van de systemen defect raakt, het voertuig toch minstens op de voor- of achterwielen is te remmen.
In een personenauto wordt de remkracht hydraulisch overgebracht door de remolie, luchtremmen werken pneumatisch. De druk wordt ook niet in de hoofdremcilinder ontwikkeld door op de pedaal te trappen, zoals in een personenauto, maar komt geheel van de perslucht in de luchttanks. Het rempedaal bedient een ventiel, dat lucht uit de wielremcilinders laat stromen waardoor de remmen aangrijpen. Zonder luchtdruk in de tanks zijn de remmen bekrachtigd, anders dan bij een personenauto waar de remmen zonder bekrachtiging nog wel in beperkte mate functioneren. Op vrachtwagens en bussen worden veerremboosters gebruikt, hier zit een ijzeren veer in die de remvoering tegen de schijf of trommel aandrukt, deze wordt vrijgegeven door met luchtdruk de veer in te persen. Deze failsafe constructie bevindt zich op minimaal één as en dient als veiligheidsmaatregel zodat als er geen luchtdruk is, het voertuig automatisch op de rem staat. In vroegere tijden is dit de verklaring voor "lucht draaien".

## Beremming van de volgwagen/oplegger
Een volgwagen of oplegger maakt ook deel uit van het EG-Volluchtremsysteem. Een volgwagen of oplegger is eveneens voorzien van een aantal onderdelen van het remsysteem van de vrachtauto.